# Andrew Jennings
Pour les articles homonymes, voir Jennings.
Andrew Jennings, né le 3 septembre 1943 à Kirkcaldy en Écosse et mort le 8 janvier 2022 à Carlisle en Angleterre, est un journaliste d'investigation britannique. Il est surtout connu pour son travail d'investigation et d'écriture sur la corruption au sein du CIO et de la FIFA.

## Biographie

### Jeunesse et éducation
Andrew Jennings est né le 3 septembre 1943 en Écosse (Royaume-Uni) et a déménagé à Londres, en Angleterre (Royaume-Uni). Il est le petit-fils d'un ancien joueur de football du Clapton Orient.
Jennings a étudié à l'université de Hull.

### Début de carrière au Sunday Times
À partir de la fin des années 1960, Andrew Jennings a travaillé pour l'équipe Insight du Sunday Times, après quoi il a travaillé pour d'autres journaux britanniques avant de devenir un journaliste d'investigation sur Checkpoint de la BBC Radio Four.

### L'affaire de corruption à Scotland Yard et controverse
En 1986, la BBC a refusé de diffuser son documentaire sur la corruption dans les services polices de Scotland Yard ; Andrew Jennings réagit en démissionnant et en utilisant les informations de son documentaire pour écrire son premier livre, The Cocaine Connection de Scotland Yard. Par là suite, le documentaire fut diffusé par World in Action.

### Principales investigations
Andrew Jennings a ensuite travaillé pour Granada, où il a filmé plusieurs enquêtes internationales et de petits documentaires.
En 1989, il a remporté la médaille d'or au Festival de la télévision de New York pour son enquête sur l'implication britannique dans l'affaire Iran-Contra.
En 1993, il entra en Tchétchénie avec la première équipe de télévision occidentale à pénétrer dans le pays pour enquêter sur les activités de la mafia dans le Caucase.
En 1997, il collabore avec World in Action et mène une enquête sur l’entraîneur britannique de natation, Hamilton Bland.
En 1998, il présente un documentaire sur la privatisation du rail.

### Décès
Il meurt le 8 janvier 2022.

### «Les affaires de corruption au sein de la FIFA»
La première apparition d'Andrew Jennings sur Panorama (une émission documentaire d'actualité), a eu lieu en juin 2006 (épisode intitulé "La belle défaite: la corruption et la coupe du monde"). Il enquête alors sur plusieurs allégations de corruption au sein de la FIFA, notamment des pots-de-vin de millions d'euros pour garantir ses droits de commercialisation pour la société de marketing sportif ISL, avec achat de voix (pour assurer la présidence du président de la FIFA, Sepp Blatter), pots-de-vin et corruption attribuées au président de la CONCACAF, Jack Warner. Il a été suivi en octobre 2007 d'un épisode intitulé "FIFA and Coe" explorant les relations entre l'ancien champion olympien britannique Sebastian Coe et la commission d'éthique de la FIFA.
L'émission la plus importante sera "Les sales secrets de la FIFA" (diffusée pour la première fois le 29 novembre 2010). Elle consistait en une enquête de 30 minutes sur des allégations de corruption contre certains membres du comité exécutif de la FIFA qui devaient se prononcer sur l'hôte de la Coupe du monde 2018.
Andrew Jennings a affirmé que Ricardo Teixeira, président de la Fédération brésilienne de football (CBF) et du comité d'organisation de la Coupe du monde 2014, Nicolás Léoz du Paraguay, président de la Confédération sud-américaine de football (CONMEBOL), et Issa Hayatou du Cameroun, président de la Confédération des footballeurs Africains (CAF) ont tous accepté des pots-de-vin d'une entreprise de marketing télévisé.
En décembre 2015, il a présenté un résumé des enquêtes sur la FIFA intitulé Fifa, Sepp Blatter et Me pour Panorama de la BBC.

## Prix et récompenses
- Le prix Play the Game (partagé avec Jens Weinreich), 2011. En reconnaissance de son « travail inlassable », qui documente publiquement la mauvaise gestion et la corruption dans les principales organisations sportives du monde.
- Prix de la Royal Television Society pour son enquête sur Channel 4 News sur la corruption olympique, 2000.
- Le premier prix « Intégrité dans le journalisme » décerné par OATH, 1999.
- Prix Gerlev pour « contribution à la liberté d'expression et à la démocratie dans le sport », 1998.
- Membre honoraire à vie de l'American Swimming Coaches Association, pour son travail d'enquête sur les scandales liés au dopage et les dissimulations dans la natation olympique.
- « Meilleur documentaire international », Festival de télévision de New York, 1992